# Alipi Kostadinov
Alipi Kostadinov (n. 16 aprilie 1955, Petrovice u Sušice⁠(d), Plzeň, Cehia) este un ciclist de performanță ce a reprezentat Cehoslovacia, medaliat olimpic. A participat la o ediție a Jocurilor Olimpice (1980) în care a câștigat o medalie de bronz.

## Participări
Lista de mai jos prezintă principalele competiții la care a participat Alipi Kostadinov de-a lungul carierei.
- Velosport na letnih Olimpiiskih igrah 1980 - komandnaia gonka s razdelnîm startom na șosse (mujcinî)[*]